# Шаушкамува
Шаушкамува, Шаушкамувас, Шавушкамувас или Савускамува — предпоследний царь древнего левантийского государства Амурру около 1245—1220 годов до н. э. (согласно так называемой «средней» ассиро-египетской хронологии), сын царя Бентешины. Будучи «вассалом» хеттов, заключил союзный договор с хеттским царём Тудхалией IV, направленный против Ассирии.

## Происхождение и приход к власти
Шаушкамува происходил из царской династии Амурру, составной частью его имени было имя богини Шаушки (Савуски) — хурритского аналога богини Астарты (Иштар). Отец Шаушкамувы Бентешина был «вассалом» и своего рода протеже хеттского царя Хаттусили III. В своё время Хаттусили «выпросил» Бентешину у свергнувшего его с престола Амурру хеттского царя Муваталли II, своего брата, и «увёл его в страну Хакмис и дал ему дом». Став царём, Хаттусили III вернул Бентешину на трон Амурру, свергнув Шапили, ставшего царём Амурру по воле Муваталли. Взаимоотношения двух держав были скреплены династическими браками — Бентешина выдал одну из своих дочерей за Нериккаили, сына Хаттусили III, а сам получил в жёны дочь Хаттусили Гассулиявию. Другую свою дочь, Бит-Рабити, Бентешина выдал замуж за царя Угарита Аммистамру III. Шаушкамува стал царём уже при следующем хеттском царе Тудхалии IV, который утвердил Шаушкамуву на престоле и выдал за него замуж свою сестру.

## Союзный договор с хеттами
Посадив Шаушкамуву на престол, Тудхалия IV заключил с ним союзный договор (табличка KUB XXIII, 1), которым чётко определил внешнеполитический курс нового царя Амурру в отношении правителей, признаваемых Тудхалией равными себе по положению, а именно, царей Египта, Кардуниаша, Ассирии и Аххиявы. Текст договора сохранился в двух экземплярах, которые, вероятно, происходят из хранилища храма № 1 в нижней части Хаттусы. Во вводной части договора излагается история свержения Бентешины хеттским царём Муваталли II и последующего его возвращения на престол хеттским царём Хаттусили III. В качестве причины свержения Бентешины называется нарушение его подданными («людьми Амурру») условий союзного договора с Хеттским царством и их переход на сторону царя Египта.
Условия договора накладывали на Шаушкамуву ряд обязательств перед хеттским царём, одним из которых была клятва вечной верности царю Тудхалии IV и его прямым наследникам. В тексте договора Тудхалия, по обычаю хеттских царей величая себя «Солнцем», обращается к царю Амурру: «И ты оберегай (права) Солнца на престол и точно так же оберегай (права) сыновней, внуков, отпрысков Солнца на царский трон! Да не пожелаешь ты (восшествия) на престол кого-нибудь из (числа) законных братьев Солнца, из побочных сыновей отца Солнца, из других царских отпрысков, которые являются непрямыми наследниками… Если кто-нибудь принесёт беду Солнцу или сыновьям, внукам и отпрыскам Солнца, то если ты, Шаушкамува, вместе с твоими жёнами (и) сыновьями, с твоими пешими и колесничими войсками, с душой искренней не поспешишь на помощь и не умрёшь за него вместе с твоими жёнами (и) сыновьями, то пусть это (дело) покоится для тебя под [кля]твой!». В качестве назидательного примера недостойного поведения «вассала» по отношению к «Солнцу» Тудхалия приводит поступок Мастури, которого хеттский царь Муваталли II женил на своей сестре Массануцци и сделал царём страны Сеха. Мастури же после смерти Муваталли затеял заговор против его сына и наследника Урхи-Тешшуба и перешёл на сторону Хаттусили III (брата Муваталли II), захватившего хеттский трон. «Не поступай подобно [Ма]стури!» — предостерегает Тудхалия IV Шаушкамуву в тексте договора.
Другим важнейшим условием договора были внешнеполитические обязательства Шаушкамувы в отношении царей стран, которых Тудхалия IV считал себе равными, причём в отношении трёх царей — Египта, Кардуниаша и Аххиявы — эти обязательства носили нейтральный характер и были изложены по схеме «Если царь Египта Солнцу друг, пусть он будет и тебе другом; если же он Солнцу враг, пусть он будет и тебе врагом!», а в отношении царя Ассирии — характер явно враждебный («Как царь Ассирии враг Солнцу, так и тебе пусть он будет врагом!»). Кроме того, договор обязывал Шаушкамуву фактически ввести в отношении Ассирии торговое эмбарго: амурруским купцам запрещалось направляться в Ассирию, а ассирийских купцов запрещалось впускать на территорию Амурру ни с целью торговли, ни с целью транзита при следовании в другую страну. Всех пришедших в Амурру ассирийских купцов Шаушкамува должен был схватить и отослать к царю хеттов. Более того, на царя Амурру возлагалась обязанность не пропускать через свою территорию купцов из Аххиявы, следовавших во владения царя Ассирии («Пусть к нему не пройдёт ни одно судно [страны Аххи]явы!»).
Заключение договора между Шаушкамувой и Тудхалией IV обычно относят ко второй половине XIII века до н. э. К примеру, И. Зингер датировал его подписание последними годами правления ассирийского царя Салманасара I (1263—1234 до н. э.) — первыми годами царствования его сына Тукульти-Нинурты I (1234—1197 до н. э.), а Т. Брайс — исключительно периодом правления Тукульти-Нинурты. Российский исследователь А. Ю. Алексеев, основываясь на том, что договор был заключен во время одного из военных конфликтов между Хатти и Ассирией (в тексте договора указано, что Тудхалия «начал войну с царем страны Ашшур»), высказал аргументированное мнение, согласно которому, во-первых, подписание договора не могло иметь место в последние годы правления Салманасара или первые годы Тукульти-Нинурты, поскольку в этот период взаимоотношения Хатти и Ассирии носили мирный характер, что подтверждается несколькими источниками, а во-вторых, заключение договора следует отнести ко времени так называемой Нихрийской войны — военного противостояния, последовавшего за разгромом хеттов при Нихрии войсками Салманасара I. Согласно расчётам Алексеева, принявшего вслед за А. А. Немировским за основу рамки «средней» ассиро-египетской хронологии (где за год начала правления Рамсеса II принимается 1290 год до н. э.), рассматриваемый договор мог быть заключен между 1246 и 1237 годами до н. э.

## Семейный конфликт с царём Угарита
Дошедшие до наших дней источники сохранили сведения о драматических событиях в жизни царской семьи Амурру, связанных с бракоразводным процессом между царём Угарита Аммистамру III и сестрой Шаушкамувы, царицей Бит-Рабити, которая чем-то провинилась перед мужем и его матерью. Разгневанный Аммистамру отослал Бит-Рабити к Шаушкамуве в Амурру, но затем, вероятно, простив её, направил к ней своего сановника Ябинину, известного купца и дипломата, с целью организовать возвращение царицы в Угарит (табличка RŠ 34.124). По мнению российского исследователя А. В. Сафронова, эти события происходили не позднее 1240 года до н. э. Ябинину с подарками прибыл в Амурру и совершил возлияния на голову Бит-Рабити, очевидно, тем самым очистив её от вины перед мужем и свекровью. Через какое то время, однако, семейный конфликт между Аммистамру и Бит-Рабити разгорелся с новой силой, и царь Угарита потребовал развода и наказания жены. Согласно тексту таблички RŠ 1957.1, дело о разводе Аммистамру и Бит-Рабити слушалось в присутствии («пред лицом») царя Каркемиша Ини-Тешшуба и царя Амурру Шаушкамувы.
По итогам рассмотрения дела было решено, что Аммистамру изгонит Бит-Рабити из своего дома и из своего царства, а её брат Шаушкамува изгонит её из своего дворца и поселит жить в одном из городов Амурру. При этом Шаушкамува отказывался от любых претензий к Аммистамру III как за себя самого, так и за свою сестру. Через какое то время, однако, имел место ещё один судебный процесс между Аммистамру и Бит-Рабити, который происходил «пред лицом» хеттского царя Тудхалии IV и предметом которого был некий имущественный спор между бывшими супругами (табличка PRU, IV, 17.159). Несмотря на то, что это спор в итоге был решён в его пользу, Аммистамру во главе своих войск вторгся в Амурру с целью захватить Бит-Рабити. Шаушкамуве удалось разбить угаритское войско и принудить царя Угарита отказаться от намерения завладеть своей бывшей женой. В случае нарушения этого обязательства Аммистамру обязался за себя и за своих потомков уплатить Шаушкамуве штраф в размере 7 талантов (?) золота и 7 талантов меди. Судьбу Бит-Рабити в итоге решил хеттский царь Тудхалия IV как «сюзерен» царей Амурру и Угарита. Тудхалия приказал Шаушкамуве не препятствовать угаритским воинам, когда они явятся к нему за его сестрой и предоставил Аммистамру III возможность расправиться с ней. Царь Шаушкамува вынужден был подчиниться и выдал Бит-Рабити её бывшему мужу. Казнив Бит-Рабити, царь Аммистамру уплатил её брату 1400 сиклей золота в качестве возмещения за кровь.